# Омвриос
О́мвриос (греч. Όμβριος), также Оврио́с (Οβριός) и Эвре́ос (Εβραίος) — скалистый необитаемый остров в Греции, в западной части залива Сароникос Эгейского моря, к востоку от острова Платия. Административно относится к общине Коринф в периферийной единице Коринфия в периферии Пелопоннес.

## Название
Название Омвриос («Дождевой») восходит к др.-греч. ὄμβρος — дождь. Схожее название Овриос (Эвреос, «Еврейский») восходит к греч. Οβριός и др.-греч. Ἑβραῖος — еврей.

## История
Остров занимает выгодное в стратегическом отношении географическое положение. Он находится к юго-востоку от Коринфского перешейка, примерно в 12 км к востоку от Кенхреи (современное село Кехрие), древней гавани Коринфа. Наивысшая точка острова позволяла контролировать морские пути и западную часть залива Сароникос. На острове видны следы проживания и использования с доисторического времени. В частности, остров использовался в микенскую эпоху, в ранневизантийский период (IV—VII вв.) и османско-венецианский период (XV—XIX вв.).
В наивысшей точке острова находятся руины крепости. Крепость имела северную, восточную и западную стены, с южной стороны она не была обнесена стеной из-за крутого склона. В плане крепость почти прямоугольная. Северная стена сохранилась в очень хорошем состоянии. Сохранилась часть ворот. Постройку этой части укрепления можно отнести к XVII—XVIII вв. Восточная и западная стены, сохранившиеся в менее хорошем состоянии, датированы ранневизантийский периодом. В стене есть участки, относящиеся к микенской эпохе. Территория крепости наклонена с юга на север. Внутри крепости три подпорные стены образовывали террасы, которые позволяли использовать землю. Несколько цистерн для хранения воды были расположены внутри обнесенной стеной территории.
Памятник защищён государством. 